# Jeannette Walls
Jeannette Walls (Phoenix, 21 aprile 1960) è una scrittrice e giornalista statunitense.

## Biografia
Nata nel 1960 a Phoenix, si è laureata al Barnard College di Manhattan.
Giornalista per il canale MSNBC dove si occupa di gossip, ha esordito nel 2005 con il romanzo autobiografico Il castello di vetro nel quale ha raccontato la sua problematica infanzia senza radici e con un padre alcolizzato.
Nella lista dei bestseller del New York Times dal 2005 al 2018, il memoir è stato trasposto in pellicola nel 2017 per la regia di Destin Daniel Cretton.

## Opere (parziale)

### Romanzi
- Il castello di vetro (The Glass Castle), Milano, Rizzoli, 2005 traduzione di Irene Annoni ISBN 88-17-00863-X. - Nuova ed. Milano, Piemme, 2017 traduzione di Irene Annoni ISBN 978-88-566-3333-7.
- Half Broke Horses: A True-Life Novel (2009)
- The Silver Star (2013)

### Saggi
- Dish: The Inside Story on the World of Gossip (2000)

## Filmografia
- Il castello di vetro (The Glass Castle), regia di Destin Daniel Cretton (2017) (soggetto)

## Premi e riconoscimenti
- Christopher Award: 2006 per Il castello di vetro
- Premio Alex: 2006 per Il castello di vetro